# Zumba
El zumba és una modalitat esportiva creada el 1994 pel ballarí i coreògraf colombià, Alberto "Beto" Pérez, a Cali, Colòmbia. Consisteix en una activitat cardiovascular que combina exercicis de tonificació amb passos de balls llatins. Les coreografies estan basades en passos senzills i repetitius, cosa que fa que sigui molt fàcil seguir-la i no cal una preparació física en concret. La zumba permet tonificar, elevar les pulsacions i cremar calories. Fer Zumba també ajuda a enviar més aire als pulmons. Actualment és una marca registrada propietat de Zumba Fitness, LLC, tot i que no cobra als centres de fitness per fer servir la marca dins de la seva oferta de serveis esportius. La brasilera Claudia Leitte és la imatge internacional de l'empresa.